# W ukrytej kamerze
W ukrytej kamerze lub Świat nonsensów u Stevensów (tytuł oryg. The Even Stevens Movie, 2003) – amerykański film komediowy.
Komedia powstała na podstawie serialu telewizyjnego Świat nonsensów u Stevensów, specjalnie dla jego wielbicieli, którzy domagali się pełnometrażowej produkcji. Została częściowo zainspirowany filmem Truman Show.
Premiera filmu w Polsce odbyła się 24 września 2005 roku na kanale HBO z polskim lektorem.
Film potem pojawiał się kilkukrotnie na kanale ZigZap, począwszy od 20 października 2006 roku.
 24 października 2009 roku kanał Disney XD również wyemitował film, lecz w wersji z dubbingiem.

## Opis fabuły
Rodzina Stevensów wygrywa wymarzone wakacje. Louis (Shia LaBeouf), Ren (Christy Carlson Romano), Donnie (Nick Spano), ich rodzice (Tom Virtue i Donna Pescow) oraz Beans, przyjaciel domu, wyjeżdżają na daleką wyspę na Pacyfiku o nazwie Mandelino. Wszelkie koszty wyprawy ponosi organizator wyjazdu, Miles McDermott.
Nie są to jednak normalne wakacje. Cała rodzina jest bez przerwy filmowana z ukrycia – uczestniczy bowiem w programie telewizyjnym typu reality show, który staje się bardzo popularny. Aby dalej pozostać na szczycie oglądalności, producenci programu i mieszkańcy wyspy postanawiają skłócić ze sobą rodzinę, co też im się udaje. Od tego czasu rodzina dzieli się na dwie zwaśnione i rywalizujące ze sobą grupy: Louis, Donnie i mama kontra Ren, Beans i tata. Telewizja podstępem stawia członków rodziny w bardzo bezsensownych sytuacjach.

## Wersja polska
Wersja polska: Sun Studio Polska

Reżyseria: Marek Robaczewski

Dialogi: Tomasz Robaczewski

Wystąpili:
- Katarzyna Tatarak – Ren
- Waldemar Barwiński – Miles McDermott
- Leszek Zduń – Louis
- Robert Tondera – Steve
- Joanna Borer – Eileen
- Tomasz Robaczewski
- Mateusz Narloch – Beans
- Artur Pontek – Alan Twitty
- Łukasz Talik – Gil
- Piotr Deszkiewicz
- Agnieszka Judycka
- Janusz Wituch
- Paweł Szczesny
- Artur Kaczmarski
- Adam Pluciński
- Karol Wróblewski
- Piotr Bajtlik

i inni
Lektor: Paweł Bukrewicz